# Travnjane
Die Travnjane waren ein Teilstamm des westslawischen Stammesverbandes der Abodriten und lebten bis 1000 an der mittleren Trave und im Lübecker Becken.
Die Travnjane werden ausschließlich in einer verfälschten Fassung der Großpolnischen Chronik (Chronica Poloniae Maioris) aus dem 14. Jahrhundert erwähnt. Der Name des Stammes ist vom Siedlungsgebiet an der Trave abgeleitet. Hauptburg war der Ringwall von Pöppendorf, der vor dem Jahr 1000 aufgelassen wurde. Daneben befanden sich Ringwälle in Pansdorf, Feldhusen, Lockwisch, Bucu, Liubice und Klempau, die ebenfalls den Travnjane zugeordnet werden. Der Teilstamm verlor ähnlich wie andere abodritische Teilstämme vermutlich mit dem Verlust der Hauptburg seine Identität und ging in einem anderen Teilstamm, naheliegend hier in den Wagriern, auf. Das Stammesgebiet zählte in der Folge zu Wagrien.